# SZD-11 Albatros
SZD-11 Albatros – polski, jednomiejscowy, wysokowyczynowy szybowiec eksperymentalny zaprojektowany w Szybowcowym Zakładzie Doświadczalnym w Bielsku-Białej. 

## Historia
SZD-11 Albatros powstał jako odpowiedź na dyskusję nt. skonstruowania szybowca uniwersalnego, zdolnego do lotu zarówno w słabych jak i dobrych warunkach lotnych. Szybowiec zbudowano na bazie SZD-8bis Jaskółka, z którego wykorzystano kadłub. Zaprojektowano dwie pary nowych skrzydeł oraz nowy ster kierunku. Projekt opracował inż. Justyn Sandauer, konstruktorem wiodącym był inż. Józef Niespał.
Prototyp, o znakach rejestracyjnych SP-1600, został oblatany 14 września 1954 r. przez Tadeusza Górę w Bielsku. 
Pomimo dobrych osiągów szybowiec nie został wdrożony do produkcji seryjnej, zrezygnowano również z budowy kolejnych zaplanowanych dwóch prototypów. W 1955 roku SZD-11 wystartował w II Szybowcowych Mistrzostwach Polski w Lisich Kątach, gdzie zajął III miejsce w klasyfikacji ogólnej. W wyniku zebranych doświadczeń podjęto decyzje o przebudowie szybowca. Nowa wersja, oznaczona SZD-11-2 Albatros-Super, miała powiększony ster kierunku (półtora metra kwadratowego), zmieniony obrys końcówek skrzydeł oraz usunięte klapy. SZD-11-2 znajdował się w posiadaniu SZD do połowy lat 60.. 

## Konstrukcja
Jednomiejscowy średniopłat o konstrukcji drewnianej.
Skrzydło dwudzielne, jednodźwigarowe, trapezowe, pokryte w całości sklejką. Wyposażone w lotki szczelinowe kryte płótnem, klapy szczelinowe i płytowe hamulce aerodynamiczne.
Kadłub o konstrukcji półskorupowej kryty sklejką, a w miejscach powierzchni nierozwijalnych laminatem. Stanowi jedną całość ze statecznikiem pionowym. Wyposażony w dwa zaczepy (przedni i dolny) do lotów na holu, startów za wyciągarką. Kabina zakryta, limuzyna dwuczęściowa, odsuwana do tyłu.
Usterzenie poziome trapezowe, składane do transportu, kryte sklejką, ster płótnem. Statecznik pionowy kryty sklejką, ster kryty płótnem, zamocowany do dźwigarka statecznika.
Podwozie jednotorowe złożone z drewnianej płozy przedniej, stałego kółka i metalowej płozy tylnej.